# 음력 6월
음력 6월(陰曆六月, 표준어: 음력유월) 또는 차월(且月)은 음력에서 여섯 번째 달이다.
이 달에는 중기인 대서와 절기인 소서 혹은 입추가 들어 있으며, 음력 6월 30일이 없는 해도 있다.
월건은 미(未)이다.

## 6월이윤달인 해
- 1911년 (양력 1911년 7월 26일 ~ 8월 23일, 29일간)
- 1930년 (양력 1930년 7월 26일 ~ 8월 23일, 29일간)
- 1941년 (양력 1941년 7월 24일 ~ 8월 21일, 29일간)
- 1960년 (양력 1960년 7월 24일 ~ 8월 21일, 29일간)
- 1979년 (양력 1979년 7월 24일 ~ 8월 22일, 30일간)
- 1987년 (양력 1987년 7월 26일 ~ 8월 23일, 29일간)[1]
- 2025년 (양력 2025년 7월 25일 ~ 8월 22일, 29일간)
- 2036년 (양력 2036년 7월 23일 ~ 8월 21일, 30일간)
- 2055년 (양력 2055년 7월 24일 ~ 8월 22일, 30일간)
- 2074년 (양력 2074년 7월 24일 ~ 8월 21일, 29일간)[2]
- 2093년 (양력 2093년 7월 23일 ~ 8월 21일, 30일간)
- 2112년 (양력 2112년 7월 24일 ~ 8월 21일, 29일간)
- 2131년 (양력 2131년 7월 24일 ~ 8월 22일, 30일간)
- 2150년 (양력 2150년 7월 24일 ~ 8월 22일, 30일간)
- 2161년 (양력 2161년 7월 23일 ~ 8월 20일, 29일간)
- 2169년 (양력 2169년 7월 24일 ~ 8월 22일, 30일간)
- 2180년 (양력 2180년 7월 23일 ~ 8월 20일, 29일간)

## 기념일, 연중행사
- 음력 6월 15일 - 유두

## 참조
- 음력 360일